# Цешино (Дравський повіт)
Цешино (пол. Cieszyno, нім. Teschendorf) — село в Польщі, у гміні Злоценець Дравського повіту Західнопоморського воєводства.
Населення — 244 особи (2011).
У 1975-1998 роках село належало до Кошалінського воєводства.

## Демографія
Демографічна структура станом на 31 березня 2011 року:
|          | Загалом | Допрацездатний вік | Працездатний вік | Постпрацездатний вік |
| -------- | ------- | ------------------ | ---------------- | -------------------- |
| Чоловіки | 138     | 18                 | 111              | 9                    |
| Жінки    | 106     | 23                 | 58               | 25                   |
| Разом    | 244     | 41                 | 169              | 34                   |